# Mike Krieger
Michel Krieger (São Paulo, 4 de març de 1986) és un empresari i enginyer de programari brasiler, cofundador d'Instagram juntament amb Kevin Systrom.

## Biografia
Krieger va emigrar del seu natal Brasil a Califòrnia el 2004 per assistir a la Universitat Stanford. Allà va estudiar sistemes simbòlics i va conèixer Kevin Systrom.  Krieger va incorporar-se al desenvolupament de l'aplicació "Burbn" ideada per Systrom, però que aviat van rebatejar-la amb el nom "Instagram". El brasiler va ser el primer en pujar una imatge a l'aplicació (encara en fase de proves), una fotografia del litoral de San Francisco.
Està casat amb Kaitlyn Trigger i la seva fortuna està valorada en aproximadament 500 milions de dòlars

## Filantropia
A l'abril de 2015, Krieger va anunciar una col·laboració amb l'avaluador de caritat GiveWell, comprometent-se a donar USD$ 750,000 durant els dos anys següents. Aquests fons estaven destinats a donar suport a operacions, amb un 90% dels beneficis assignats a subvencions identificades i recomanades a través del procés Open Philanthropy Project. La seva esposa, en un blog sobre la col·laboració, va descriure la visió filantròpica de la parella de la següent manera:
| «                 | "Creiem que totes les persones mereixen una vida lliure, vibrant i productiva. Per donar suport a aquesta visió, identifiquem i defensem idees amb visió de futur i ajudem a escalar solucions que funcionen. Per crear un canvi significatiu i sostenible, estem compromesos amb el pensament a nivell de sistemes i l'anàlisi rigorosa. Advoquem per la col·laboració i la transparència per involucrar una comunitat més àmplia i magnificar el nostre impacte". | » |
| — Kaitlyn Trigger | |   |